# تشافي كينتيلا
تشافي كينتيلا (بالإسبانية: Xavi Quintillà) (مواليد 23 أغسطس 1996) هو لاعب كرة قدم إسباني يلعب في مركز الظهير الأيسر في نادي نورويتش سيتي على سبيل الإعارة.

## روابط خارجية
- تشافي كينتيلا على موقع الاتحاد الأوربي (الإنجليزية)
- تشافي كينتيلا على موقع قاعدة بيانات كرة القدم.إي يو (الإنجليزية)
- تشافي كينتيلا على موقع ليكيب (الفرنسية)
- تشافي كينتيلا على موقع Soccerway.com (الإنجليزية)
- تشافي كينتيلا على موقع عالم كرة القدم.نت (الإنجليزية)
- تشافي كينتيلا على موقع AS.com (الإسبانية)